# Glücksburg (slott)

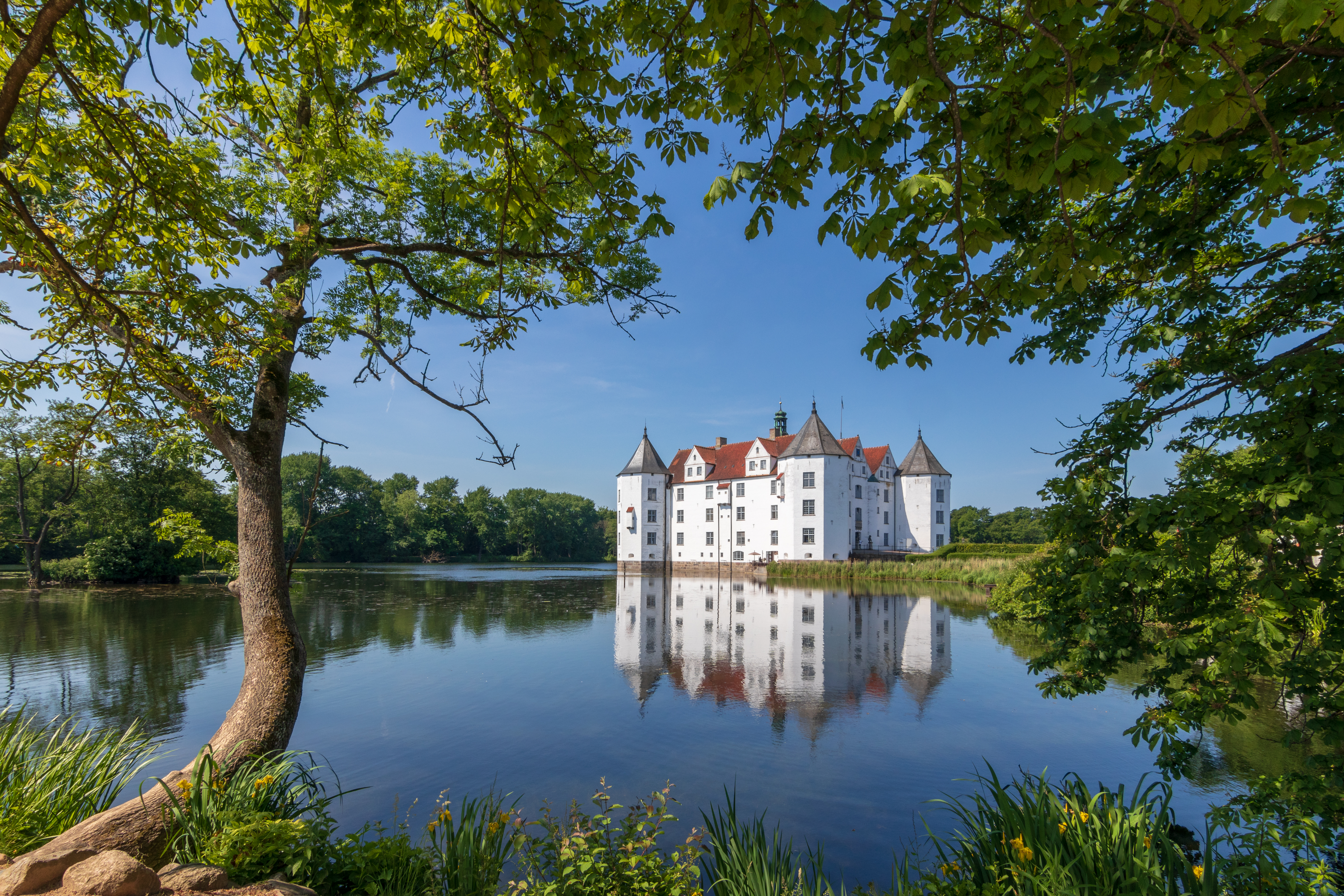
Glücksburgs slott

Glücksburg (danska: Lyksborg) är ett gods och slott i norra Schleswig-Holstein i Tyskland, vid gränsen mot Danmark.
Slottet har fyra flyglar och det står på en ö samt bildas av en sjö och kanaler. Tillhörande byggnader är ett hus för tjänstefolket, ett hus över grinden, stall och ett hus för riddare. Den ursprungliga vindbryggan ersattes med en stenbro. I slottsparken som skapades under 1700-talet finns ett orangeri och ett rosarium. Slottet Glücksburg används som museum och för konserter.

## Historik
Renässanslottet uppfördes 1582-1587 av Hans d.y. av Sønderborg (1545-1622), (en son till Kristian III av Danmark) och när hans ättlingar utdött 1825 överläts godset till hertig Wilhelm av Beck-Glücksburg.
På platsen för slottet låg tidigare klostret Ry.
När Fredrik VII av Danmark avled 1863 dog linjen Sönderburg-Glücksburg ut, och man valde hertig Wilhelm av Beck-Glücksburgs son Kristian till dansk kung med namnet Kristian IX som därmed grundade den nya linjen Sønderborg-Glücksburg till vilken de nuvarande danska och norska kungahusen tillhör.
Nuvarande huvudmannen för denna linje är Friedrich Ferdinand av Schleswig-Holstein-Sonderburg-Glücksburg.
Slottet ingår idag i en stiftelse och kan besökas av allmänheten.

## Filminspelningar
Vid slottet gjordes olika filminspelningar som Ein Volksfeind (1937) efter en novell av Henrik Ibsen, Die Bande des Schreckens (1960) efter Edgar Wallace och TV-serien Der Fürst und das Mädchen (sedan 2003).